# Gare de Lewes
La gare de Lewes est une gare ferroviaire desservant la ville de Lewes au Royaume-Uni.